# 吴培亨
吴培亨（1939年—），男，上海人，中国超导电子学家，南京大学教授。现任南京大学超导电子学研究所所长，兼中国电子学会超导电子学分会主任。

## 生平
1939年生于上海。1961年毕业于南京大学物理系。

## 荣誉
2005年当选为中国科学院院士。